# Таксофон

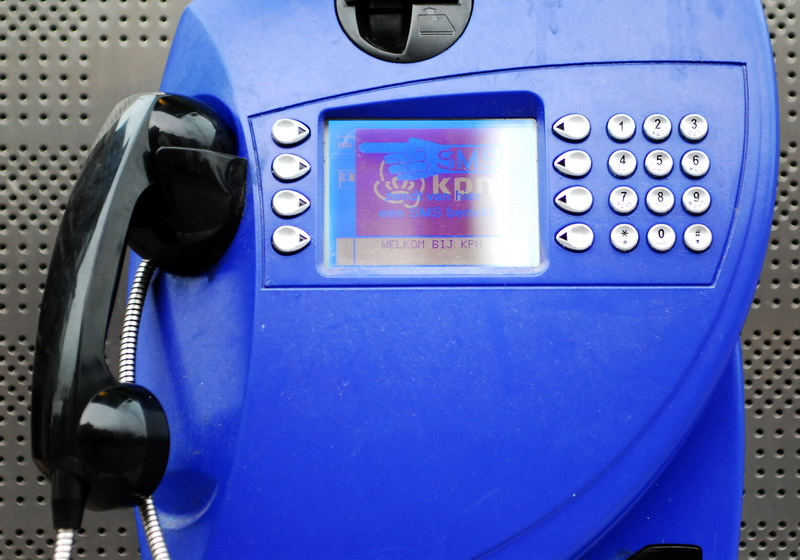
таксофон с цветным дисплеем в Нидерландах

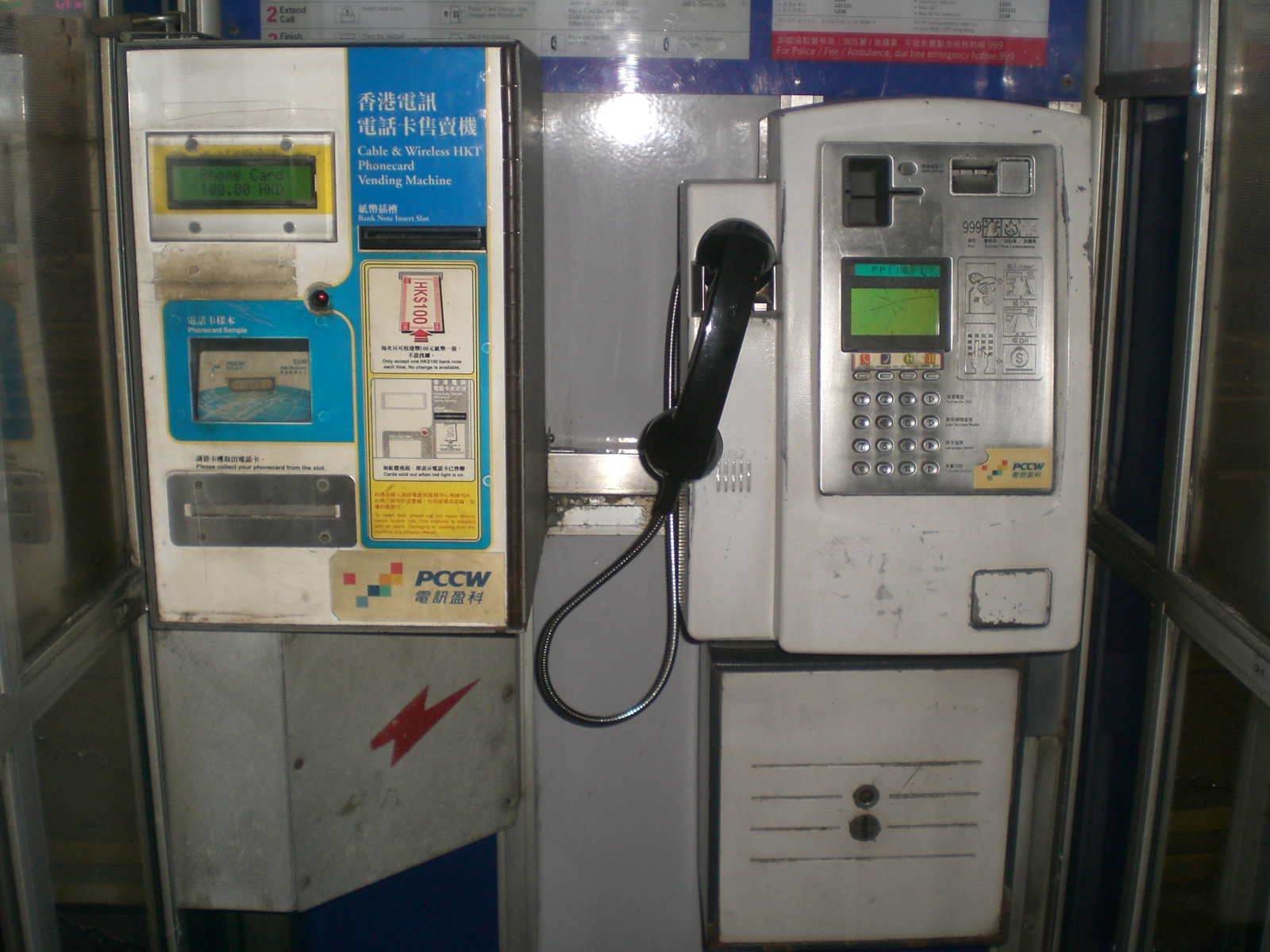
Таксофон с оплатой по карте (справа) и автомат по продаже таксофонных карт (слева). Гонконг, 2008 год

Таксофо́н, телефон-автомат, телефон общего пользования, автомат, устар. уличный телефон — телефонный аппарат общего пользования. Оплата может производиться при помощи монет, жетонов или телефонных, дебетовых либо кредитных карт.

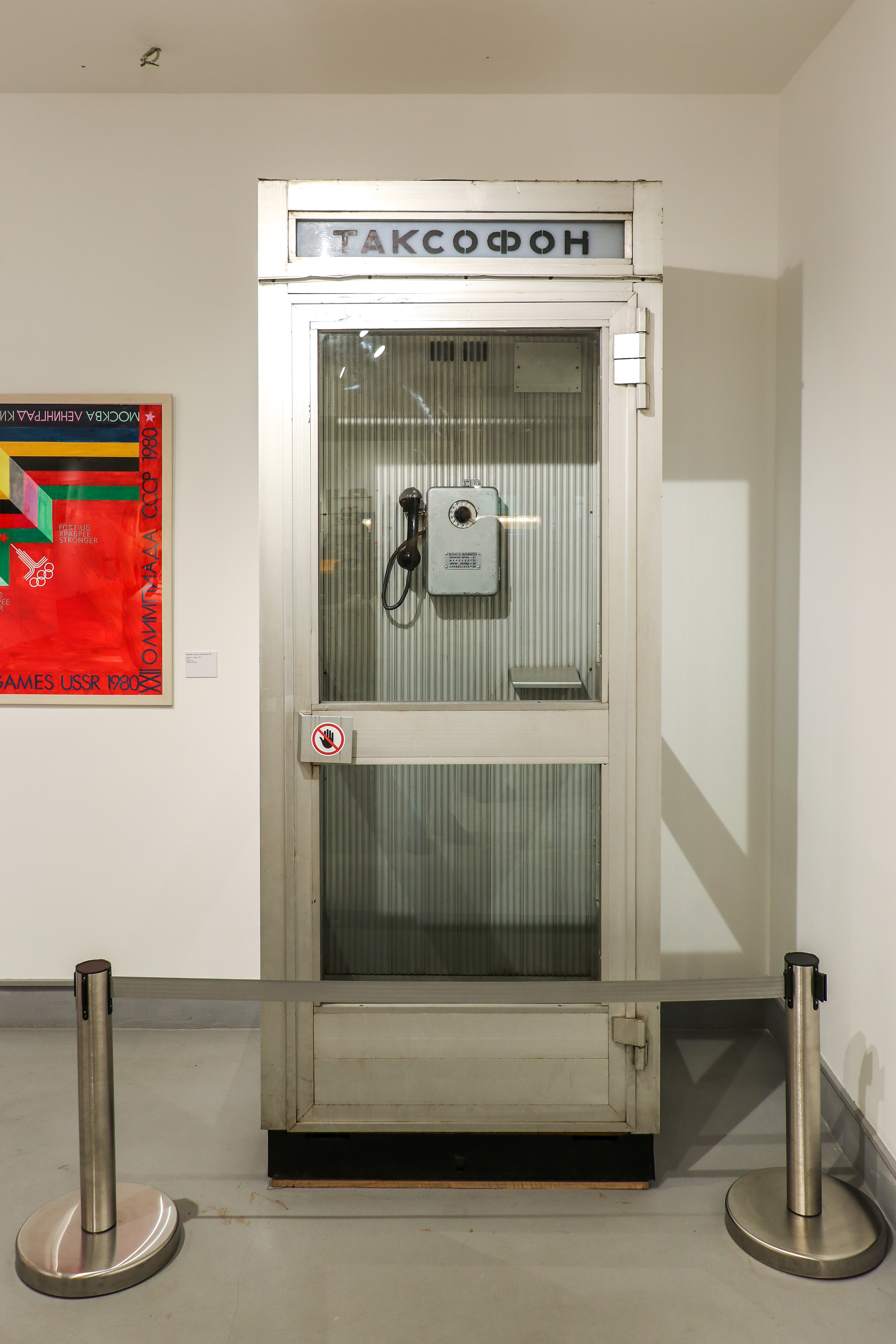
Советский таксофон и телефонная будка

В Советском Союзе в 1922—1991 годах использовались таксофоны местной (городской и сельской) связи (ТГС), междугородной связи (TM).
В начале XXI века таксофоны стали убирать из-за того, что они стали приносить меньше прибыли телефонным компаниям, так как больше людей стали пользоваться мобильной связью, которая к этому времени подешевела. В некоторых странах остаётся густая сеть таксофонов, которыми население продолжает активно пользоваться, так в США на 2012 год существовало 305 тысяч телефонов-автоматов, из которых делалось около 50 миллионов звонков в год.
В сфере связи существует специальное значение этого термина — таксофоном называется телефонная линия, не обладающая собственным телефонным номером, то есть такая, на которую в общем случае нельзя позвонить, можно совершать лишь исходящие звонки. Тем не менее в некоторых странах (в том числе и в России) предусмотрена функция входящего звонка на таксофон.

## Изобретение

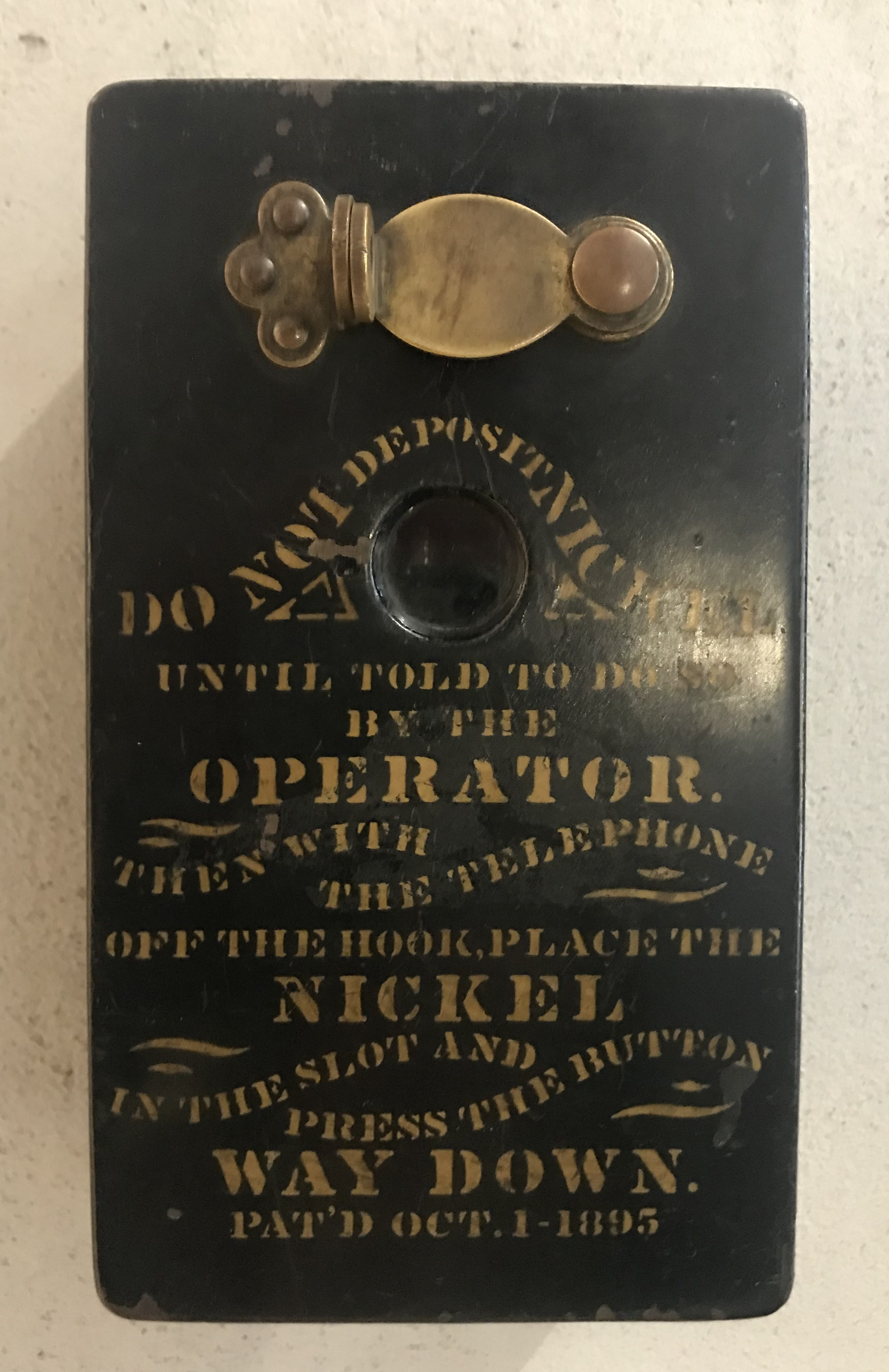
Монетоприемник конструкции Джорджа Томпсона. Запатентован 01 октября 1895 года. Экспонат Музея истории телефона

Первые телефоны были запатентованы британским изобретателем А. Беллом (1847—1922) 14 февраля 1876 года, фонографы — физиком Т. Эдисоном (1847—1931) в 1877 году. Первые сведения о платных телефонах, по которым мог поговорить любой желающий, появились в 1878 году. В штате Коннектикут мистер Томас Дулитл (Thomas B. Doolittle) управлял салоном связи, в котором находились телефоны, а всякий прохожий мог позвонить абонентам сети за 15 центов.
В мае 1880 года в газетах Коннектикута появились сообщения о «платных станциях», из которых клиенты могут совершать звонки за 10 центов, и в том же году подобная услуга появилась в Нью-Йорке.
Попытки автоматизировать такой процесс предпринимались с 1885 года, когда англичанин Генри Эдмундс (Henry Edmunds) и американец Чарльз Говард (Charles T. Howard) запатентовали систему сбора доходов для телефона (Telephone-Toll System, US Patent No. 327,073, dated September 29 1885). Авторы проекта предполагали, что их изобретение пригодится не только случайным прохожим, но и абонентам, которые пользуются телефоном лишь изредка, но вынуждены платить ежегодную абонентскую плату в том же размере, как те, кто пользуется телефоном ежедневно и многократно. По замыслу изобретателей, их систему можно было бы ставить и в домах у абонентов, а те были бы счастливы, что платят за использование телефона, а не за его нахождение в комнате. Да и некоторые активные абоненты устанавливали свои «платные станции», а это било по карману телефонных компаний. Устройство Эдмундса и Говарда должно было решить эти проблемы. Оно было рассчитано на монету одного номинала, которая при попадании в механизм должна была устанавливать контакт с коммутатором на телефонной станции. После установления контакта механизм управлялся оператором коммутатора, и в зависимости от ситуации, тот мог соединить абонента с желанным номером, отключить абонента или запросить ещё монет за дорогой звонок. Эта идея не нашла поддержки.

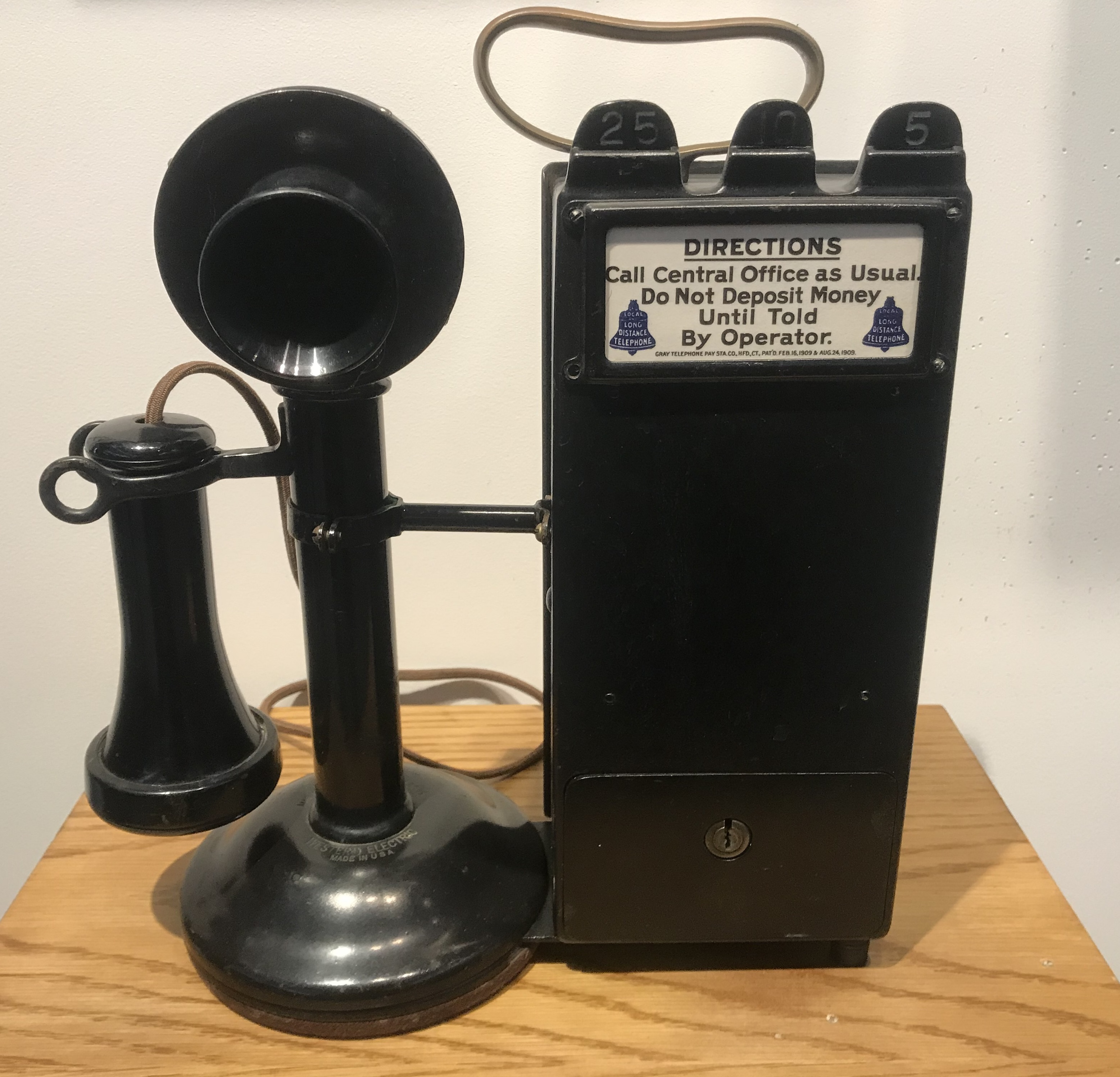
Телефон-«подсвечник» с монетоприемником Грея. Экспонат Музея истории телефона

Первым человеком, которому удалось создать таксофон, наладить его производство в промышленных масштабах и использовать в коммерческих целях, считается Уильям Грей. Про изобретение таксофона ходила легенда, согласно которой, в 1888 году в семье Уильяма Грея случилось несчастье. Его жена заболела и потребовался доктор. Уильям метался от дома к дому и просил позволить ему позвонить доктору, и предлагал большие деньги за звонок, но всякий раз его прогоняли и не стеснялись в выражениях. В итоге он добежал до фабрики, и, после долгих уговоров, он все же смог позвонить доктору. Доктор приехал, провел врачебный осмотр и прописал нужные лекарства, и жена вскоре поправилась. Но Уильям Грей решил, что никто не заслуживает такого кошмара. Он решил, что всякий человек достоин пользоваться телефоном, даже если у него нет денег на аренду аппарата и подключение к линии. Для этого нужно создать телефоны, с которых можно позвонить за несколько центов, и которые будут доступны всем желающим. В 1888 году Уильям Грей поделился своей идеей создания платного телефона с приятелем по бейсбольной игре, производителем табака Чарльзом Соби (Charles Soby) и со своими работодателями, руководством компании «Прэтт и Уитни». В том же году была подана заявка на патент, который был получен 13 августа 1889 года (Coin Controlled Apparatus for Telephones, US Patent No. 408,709, dated August 13, 1889). При заявке на патент не было предоставлено действующей модели, но компания «Прэтт и Уитни» поручила своему сотруднику Джорджу Лонгу (George A. Long) соорудить первую модель. В 1889 году первый таксофон был установлен в Хартфордском банке (Hartford Bank). В 1891 году была сформирована компания «Таксофонная компания Грея» («Gray Telephone Pay Station Company»), в руководство которой вошли сам Уильям Грей, Чарльз Соби и Эймос Уитни.
Первые конструкции таксофонов предполагали совершение оплаты после завершения звонка, о чём абоненты часто забывали. После этого шли долгие разбирательства и поиски должников. Абоненты телефонной компании не собирались ставить в своих домах сейфы, за которыми приходили бы инкассаторы, да и провайдеры связи не спешили устанавливать таксофоны. Каждый заказ был большим праздником для компании Грея. Но Уильям Грей не останавливался на достигнутом и постоянно совершенствовал конструкцию таксофона. Он получил более 20 патентов на эти устройства, постоянно совершенствуя конструкцию. В 1890 году Уильям случайно уронил монету на звонок, и эта случайность подарила ему идею: звук падающей монеты мог сигнализировать оператору об оплате без дополнительных устройств и расхода энергии. Компания стала проводить разные эксперименты: стали делать монетоприемники даже на 5 номиналов, для сигнализации оплаты послужили и звонки, и рожки и камертоны. Но в результате компания пришла к монетопримнику на 5, 10 и 25 центов с сигнализацией от звонка.
Долгое время компания убеждала своих клиентов устанавливать таксофоны, но недоверие к новой технике сменилось желанием извлечь новые доходы. Таксофоны стали устанавливать в гостиницах, а затем эта идея пришлась по нраву владельцам разных предприятий. Уже в 1930-е годы таксофоны, установленные в Нью-Йорке, получали до 375 миллионов монет ежегодно.

## Размещение
Таксофоны обычно устанавливаются в людных местах, например в транспортных узлах (вокзалы, аэропорты), на перекрёстках оживлённых улиц. Таксофоны размещаются в закрытых боксах (телефонных будках), полузакрытых боксах или просто под козырьком. В некоторых странах (например, в Швейцарии) бывают телефонные будки для курящих и для некурящих.

## Дополнительные функции
Многие современные телефонные аппараты также имеют дополнительные функции, например функции отправки электронных писем и/или SMS. Эти функции может также иметь отдельный от телефонного аппарата терминал, размещающийся рядом с ним.

## История развития
Большинство современных таксофонов работают по карточкам предоплаты. В некоторых странах таксофоны принимают банковские карты, в том числе и кредитные карты. Существуют монетные таксофоны с роторным накопителем, способные отдавать сдачу.

### В Российской империи
Первые таксофоны в России появились в Москве.
В 1903 году Мосгордума положительно решила вопрос об установке в городе переговорных павильонов с таксофонами. К 1909 году 26 телефонов-автоматов было установлено в черте города и 17 за её пределами. Количество автоматов продолжало расти и далее, к 1912 году достигнув 60 штук, а к концу 1915 — 93 телефона-автомата. Плата за разговор составляла тогда 10 копеек.
Вслед за Москвой таксофоны стали устанавливаться в Петербурге и Киеве.

### В СССР
Во времена гражданской войны телефонная система, включая таксофоны, в России была разрушена. В Москве к 1921 году осталось 10 таксофонов и те не работали. Восстановление телефонизации началось только в 1923 году.
Во времена Советского Союза телефонизация жилья была невысокой, во многих квартирах и даже некоторых учреждениях не имелось телефона, поэтому таксофоны были порой единственным средством телефонной связи.
Газета «Ленинградская правда» от 24 мая 1945 года сообщила, что в Ленинграде на это время было установлено около 700 телефонов-автоматов.
Строительство АТС, расширение телефонных сетей привели к широкому распространению таксофонов, особенно в крупных городах. В 1937 году в Ленинграде было 1 700 таксофонов, в 1938 году в Москве — свыше 2 000
.
В СССР с 1932 года на Калужском электромеханическом заводе производились таксофоны системы Комаровского получившие обозначение серии «А», затем «Б», с 1938 года «В». После войны на Пермском телефонном заводе выпускали аппараты АМТ-47, затем АМТ-69, оплата разговора в них стоила 15 копеек (одной монетой) до денежной реформы 1961 года и 2 копейки (две монеты по 1 коп. или одна монета в 2 коп.) после неё. В пригородах существовали таксофоны с оплатой в 5 копеек (одна монета). После 1961 года существовали также междугородные таксофоны с оплатой в 15 копеек. В связи с гиперинфляцией в СССР в 1991 году и распада СССР такая форма оплаты стала неактуальной. Таксофоны АМТ-69 подверглись модификации: монетоприёмники переделывались на приём жетонов (АЖТ-69) либо заменялись картоприёмниками (АКТ-69). Например, в Санкт-Петербурге оплата за разговор по таксофону осуществлялась жетонами метрополитена. В некоторых регионах звонки с таксофонов осуществлялись бесплатно, и монетоприёмник не использовался. В существующий конструктив таксофона АМТ-69 вносились и другие изменения: дисковый номеронабиратель заменялся кнопочным, в том числе существовали варианты с тональным набором и с ЖК-дисплеем.
Традиционными для СССР были таксофоны, принимавшие монеты по 1 и 2 копейки (до реформы 1961 года — 15 копеек, ранее — 10 копеек), в пригородах были таксофоны, принимавшие 5-копеечные монеты. Экстренные вызовы (пожарная охрана, милиция, скорая помощь, аварийная газовой службы и т. п.) были бесплатны.
Кассирование монет(ы) в АМТ-69 осуществлялось при смене полярности в телефонной линии (при ответе абонента или истечении оплаченного интервала времени). Для этого на АТС существовали специальные абонентские комплекты, предназначенные только для исходящей связи. Позднее на смену АМТ-69 и его модификациям пришли современные таксофоны, принимающие магнитные или чип-карты, имеющие информативный дисплей и развитую систему защиты и сигнализации.
В СССР таксофоны были в городах и в некоторых крупных сельских населённых пунктах в основном в отделениях связи (почта или телеграф). В городах они располагались в общественных местах: у магазинов, поликлиник и больниц, на вокзалах, в аэропортах, в жилых микрорайонах и в других местах.

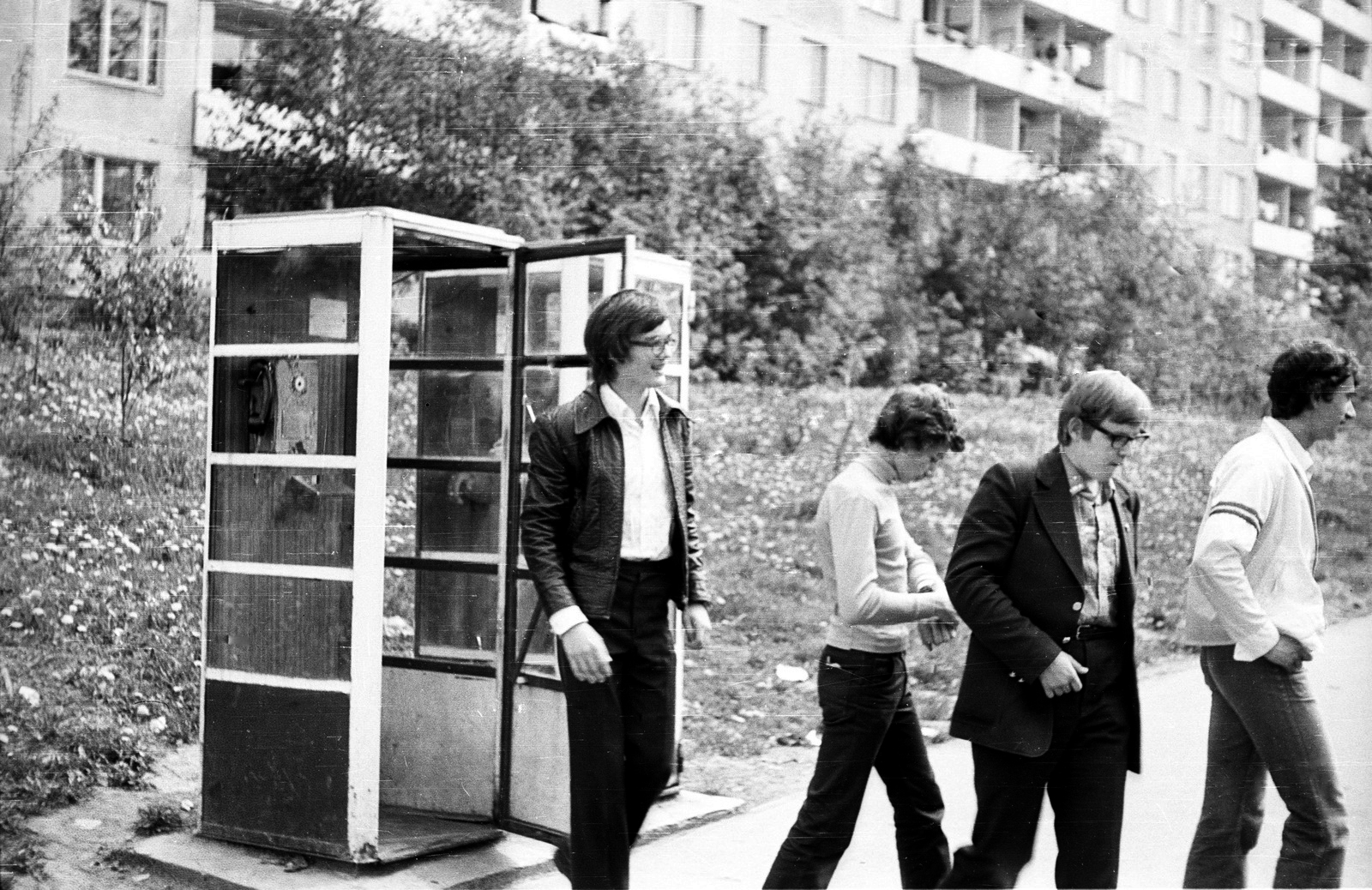
Таксофон в телефонной будке. Москва, 1981 год
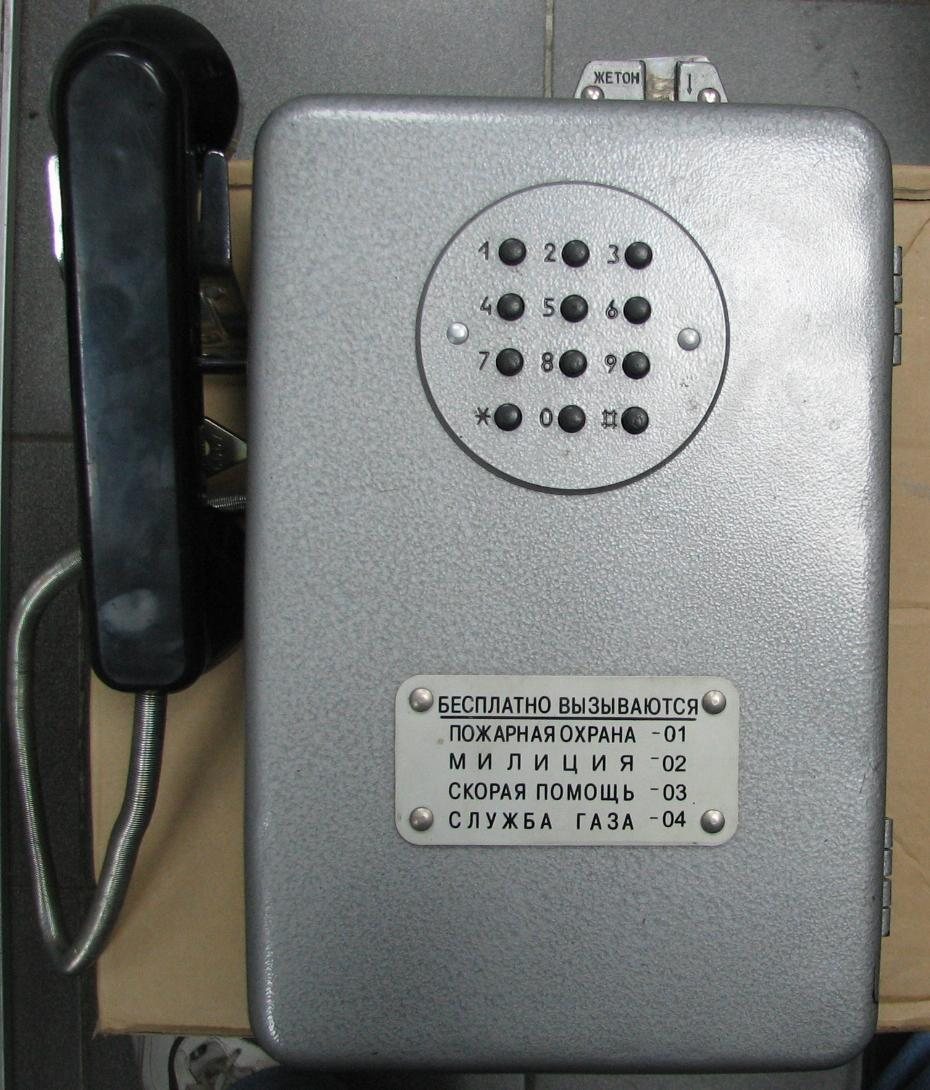
Таксофон АЖТ-69
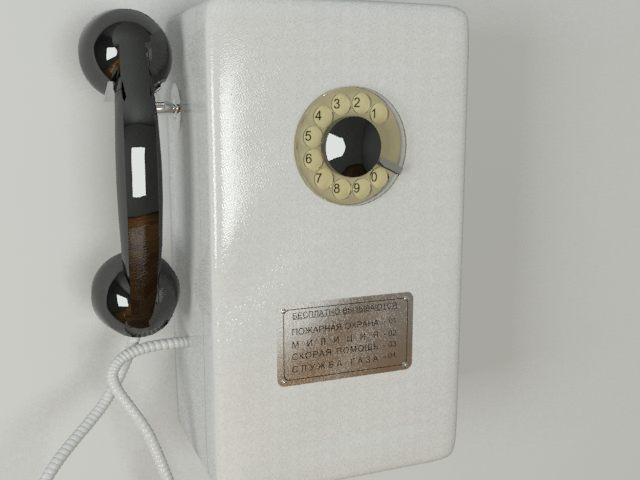
Таксофон АМТ-69 (трёхмерная визуализация)
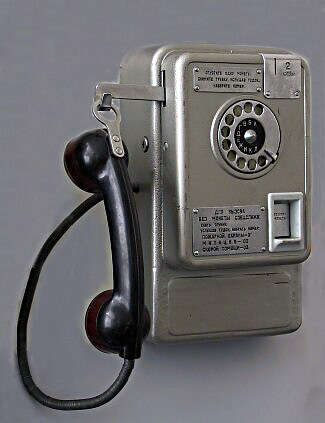
2-копеечный таксофон АМТ-47
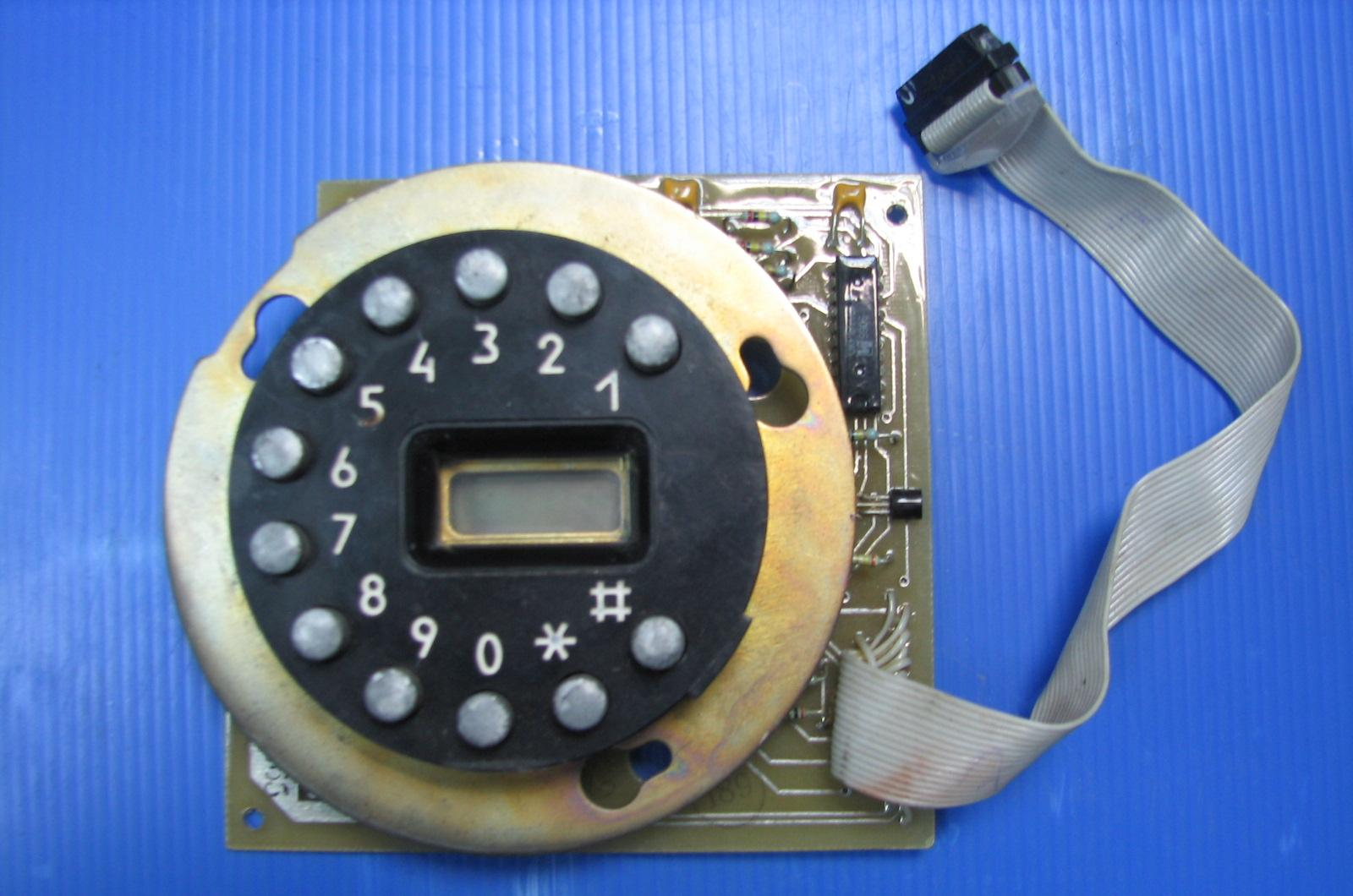
Номеронабиратель с дисплеем для таксофона АМТ-69
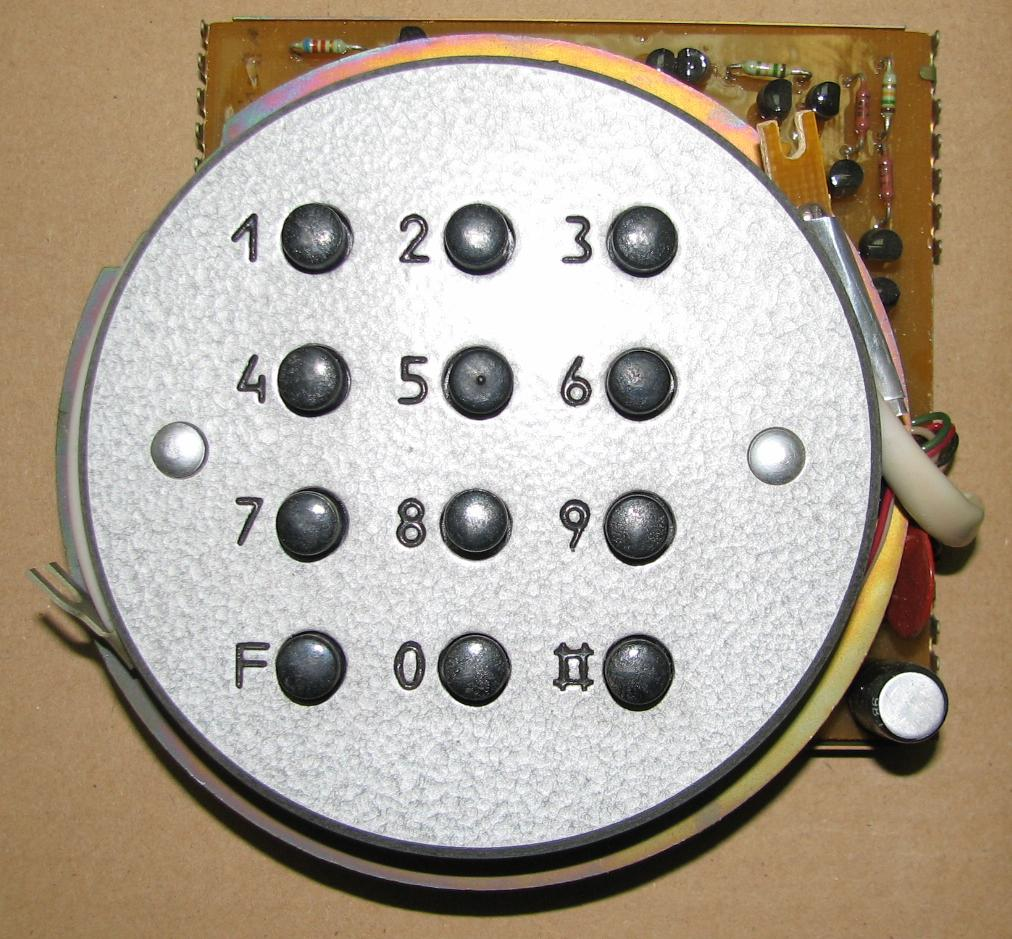
Номеронабиратель НКТ-ИЧ с импульсным и тональным набором для таксофона АМТ-69

### В Российской Федерации

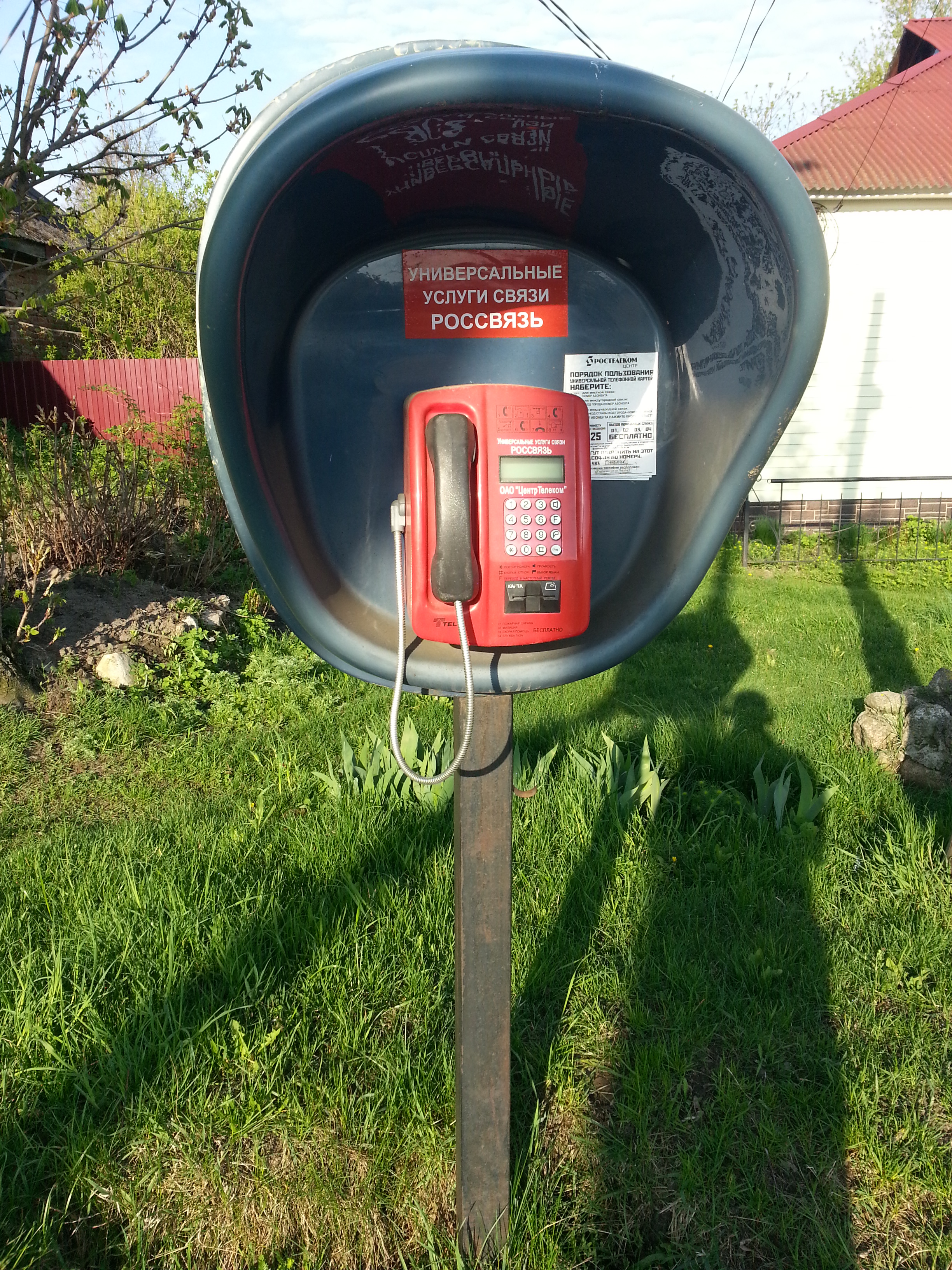
Таксофонизация села Гордеевка, Брянская область

Из-за начавшихся в российской экономике инфляционных процессов, Московская городская телефонная сеть (МГТС) в июле 1993 года начала программу замены в таксофонах, в качестве средств оплаты, металлических монет на пластиковые жетоны, не имевшие номинальной стоимости. В Санкт-Петербурге в мае 1993 года началось переоборудование таксофонов под пятирублевые жетоны санкт-петербургского метрополитена. В 1994 году в Санкт-Петербурге и Москве начали устанавливать современные модели карточных таксофонов иностранного производства, имевших возможности междугородной и международной связи. Пластиковые коричневые жетоны, введённые МГТС для своих модернизированных таксофонов легко подделывались. Уже в 1994—1995 годах коммерческие ларьки Москвы оказались наводнены поддельными жетонами, что обернулось серьёзными убытками для компании МГТС. В конце 1995 года МГТС в заключила договор с французской фирмой «Монетел» на поставку в Россию нескольких сотен универсальных карточных таксофонов с неплохой, по мнению и французов, и российских специалистов, системой защиты. Однако, система защиты французских таксофонов была оперативно взломана российскими фрикерами, создавшими специальное устройство способное перепрограммировать чип, установленный в телефонной карте, тем самым превращая её из одноразовой в многоразовую.
В московской сети МГТС на май 1999 года обслуживалось 22000 таксофонов. С начала 2000-х годов таксофоны в Москве начинают испытывать всевозрастающую конкуренцию со стороны, находящейся в стадии массового бума сотовой связи. К 2004 году таксофонная сеть ОАО МГТС насчитывала свыше 18 тысяч аппаратов, из них более 14 тысяч составляли современные модели. Происходил процесс постоянной замены жетонных аппаратов новыми карточными и монетно-карточными. Практически изъяты из эксплуатации были отечественные модели АМТ 69, разработанные в 1969 г.
В Москве к 2005 году, по оценке экспертов, стоимость связи по таксофонам МГТС уже превышала стоимость сотовой связи у мобильных операторов, что делало использование таксофонной связи невыгодным. К 2013 году сеть МГТС насчитывала порядка 3 тысяч таксофонов: из них 600 финансировались из фонда универсальной услуги связи, а примерно 2,4 тысячи находились на балансе МГТС. Ежемесячный трафик в телефонах-автоматах составляет не более миллиона звонков в месяц, примерно четверть граждан бесплатно связывалась таким способом с экстренными службами — МЧС, скорой помощью и полицией. «Поток звонков абонентов по таксофонам упал из-за широкого распространения мобильных, но убрать их просто так с улиц нельзя — они несут важную социальную функцию»,— утверждал гендиректор МГТС Андрей Ершов. Таксофоны считались убыточным проектом МГТС: затраты на их содержание составляли «десятки миллионов рублей в год».
В 2001—2002 годах правительство Российской Федерации озаботилось о телефонизации сельской местности в рамках федеральной целевой программы «Социальное развитие села до 2010 года». В 2006—2007 годах в России стартовала федеральная целевая программа «Социальное развитие села до 2012 года» которая включала и оказание универсальных услуг связи в рамках которого все сельские населённые пункты, независимо от наличия или отсутствия в них сотовой и вообще телефонной связи, оснащались уличным таксофоном с оплатой по универсальной карте связи (эти мероприятия подразумевали и модернизацию линий связи, сети АТС, в частности замену аналоговых на цифровые, а также устройство коллективных точек доступа в интернет). Таксофоны поддерживали и входящие звонки на них, если номер известен звонящему. С учётом темпов развития сотовой связи и проблемами приобретения таксофонных карт оплаты в сельской местности востребованность в них у населения отпала в большинстве населённых пунктов очень скоро, а порой и не была востребована к тому времени изначально. Таким образом сложилась ситуация, когда доходы от звонков с них не покрывали даже расходы на их установку, содержание и обслуживание.
В 2015 году правительство РФ, продолжая бороться с «цифровым неравенством» между городами и сельской местностью, решило использовать сеть созданных в стране таксофонов для обеспечения доступа в интернет жителей населённых пунктов с численностью населения 250—500 человек и проведения до них оптоволоконных линий связи.
С 2018 года «Ростелеком», который отвечал за «телефонизацию села», стал вводить бесплатные звонки с таксофонов в России на стационарные телефоны (работа которых находится тоже в ведении этой организации) вначале внутри населённых пунктов, а впоследствии внутри регионов и с 1 июня 2019 года в пределах всей страны.
С 2019 года в Министерстве цифрового развития, связи и массовых коммуникаций Российской Федерации рассматривается вопрос об использовании сети таксофонов для оповещения населения о чрезвычайных ситуациях, для чего планируется их оснастить звуко-световыми извещателями (к примеру: сиренами, громкоговорителями, стробоскопами).
По состоянию на ноябрь 2020 года, в Санкт-Петербурге работало 399 таксофонов, в целом в России — 148 тыс. таксофонов. В 2021 году было принято решение о демонтаже к концу 2021 года всех уличных таксофонов в Санкт-Петербурге, однако они были отключены уже летом 2021 года.

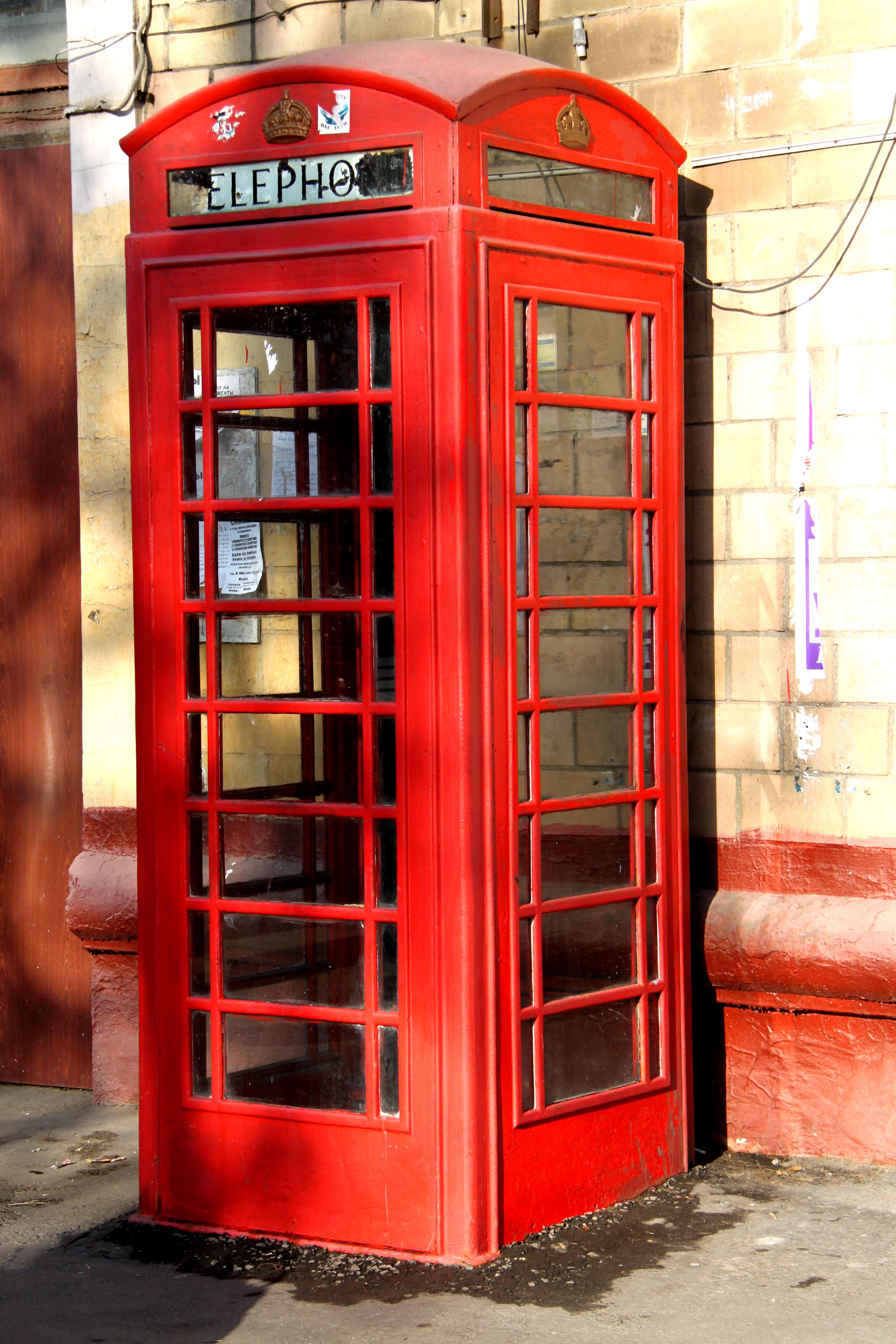
Таксофон на Ленинградском проспекте в Москве, стилизованный под британский
Таксофон в Клёновке (Москва)
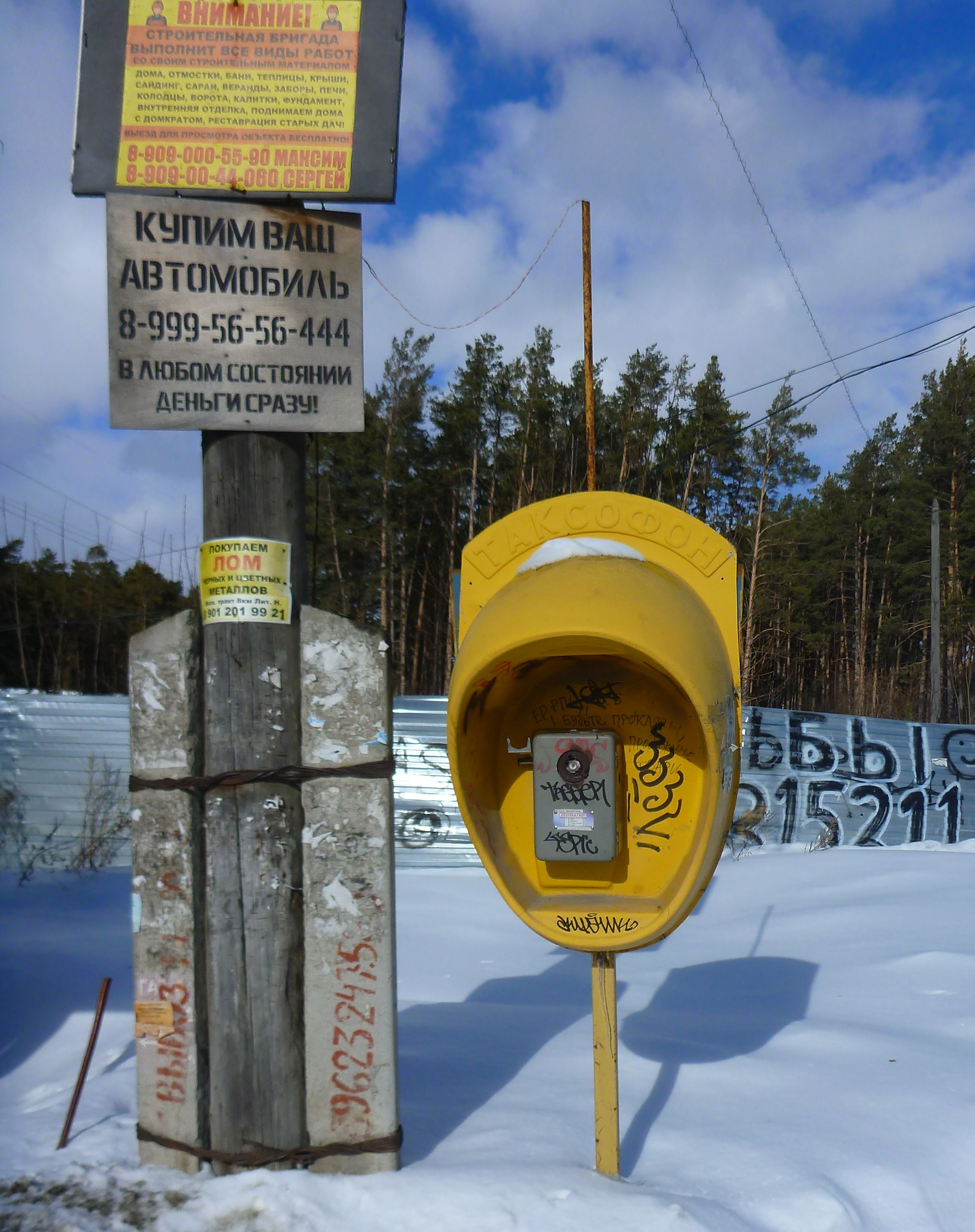
Заброшенный сломанный таксофон с диском на окраине Екатеринбурга
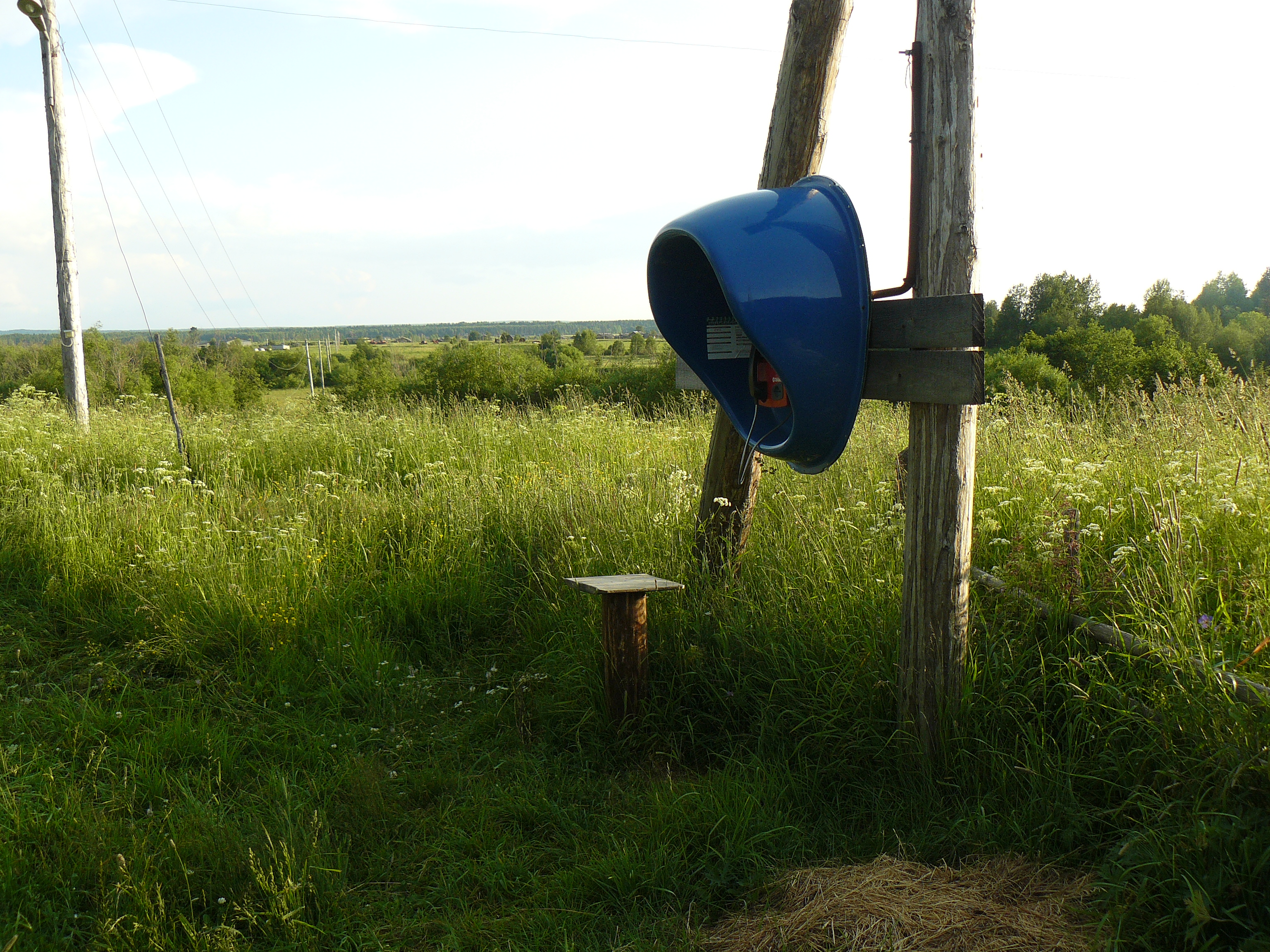
Таксофонизация деревни Бор, Республика Коми
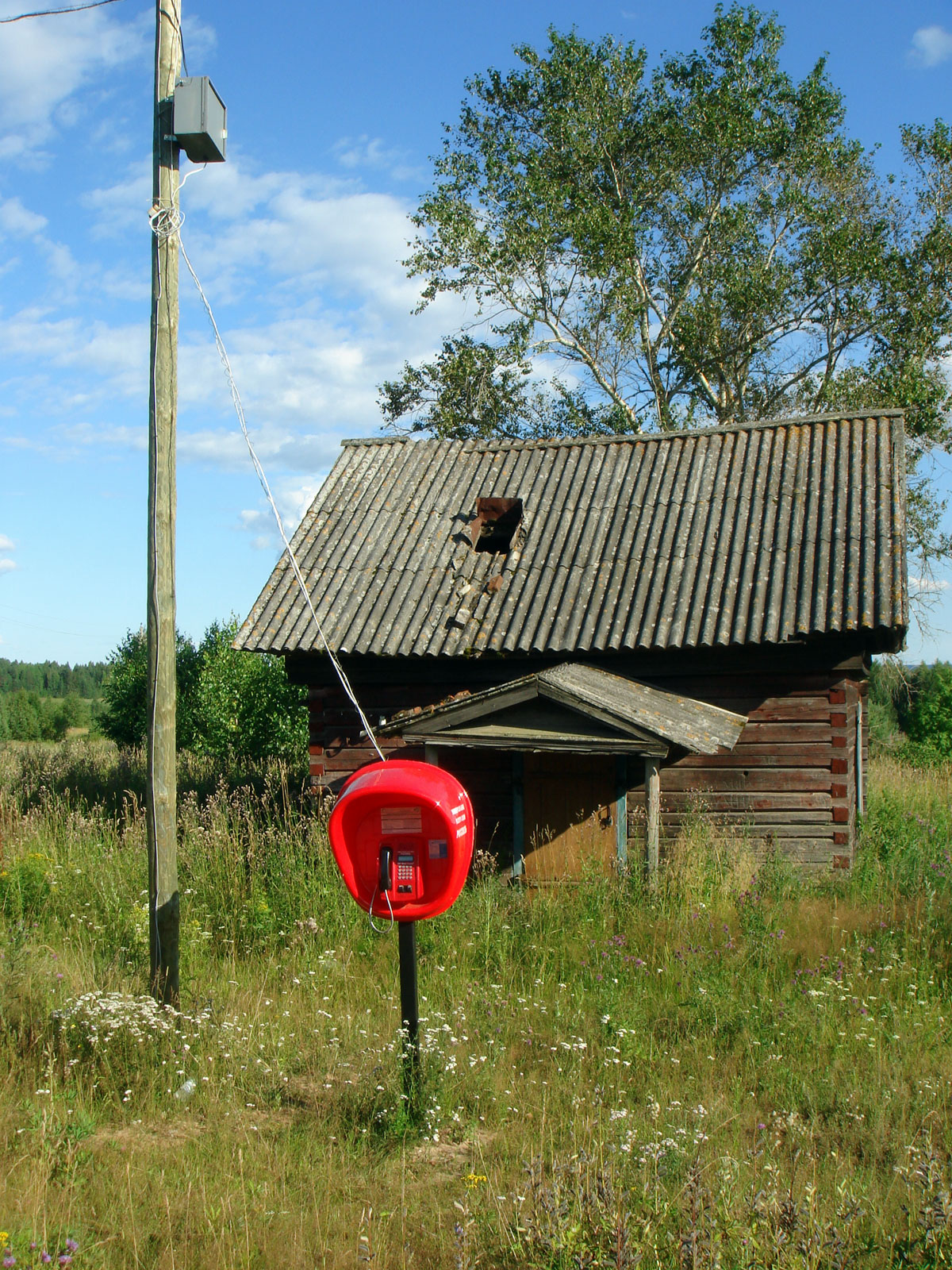
Таксофонизация деревни Непогодиха, Нижегородская область

### В других странах

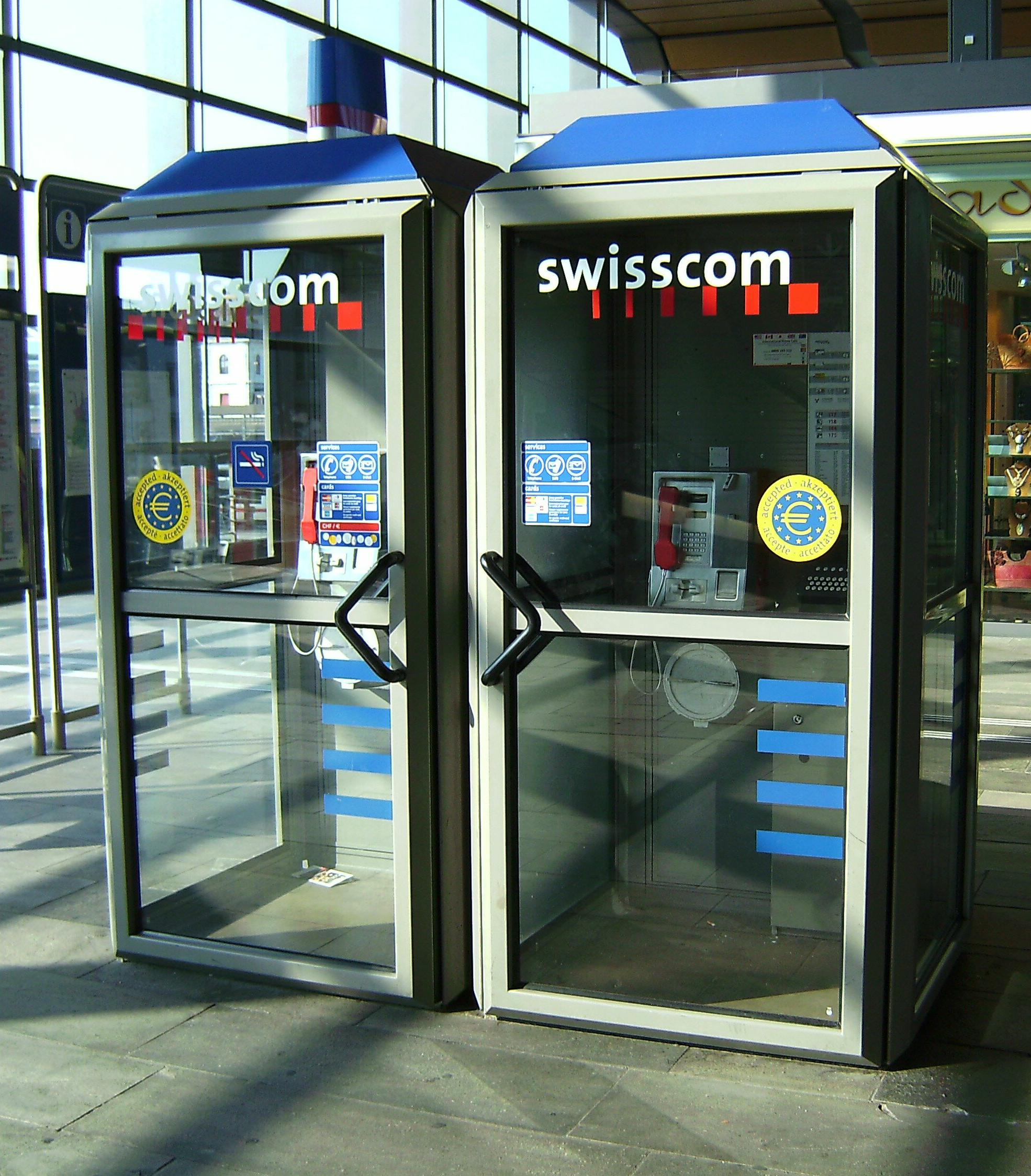
Телефонные будки в Базеле, Швейцария. Слева будка для некурящих, справа — для курящих
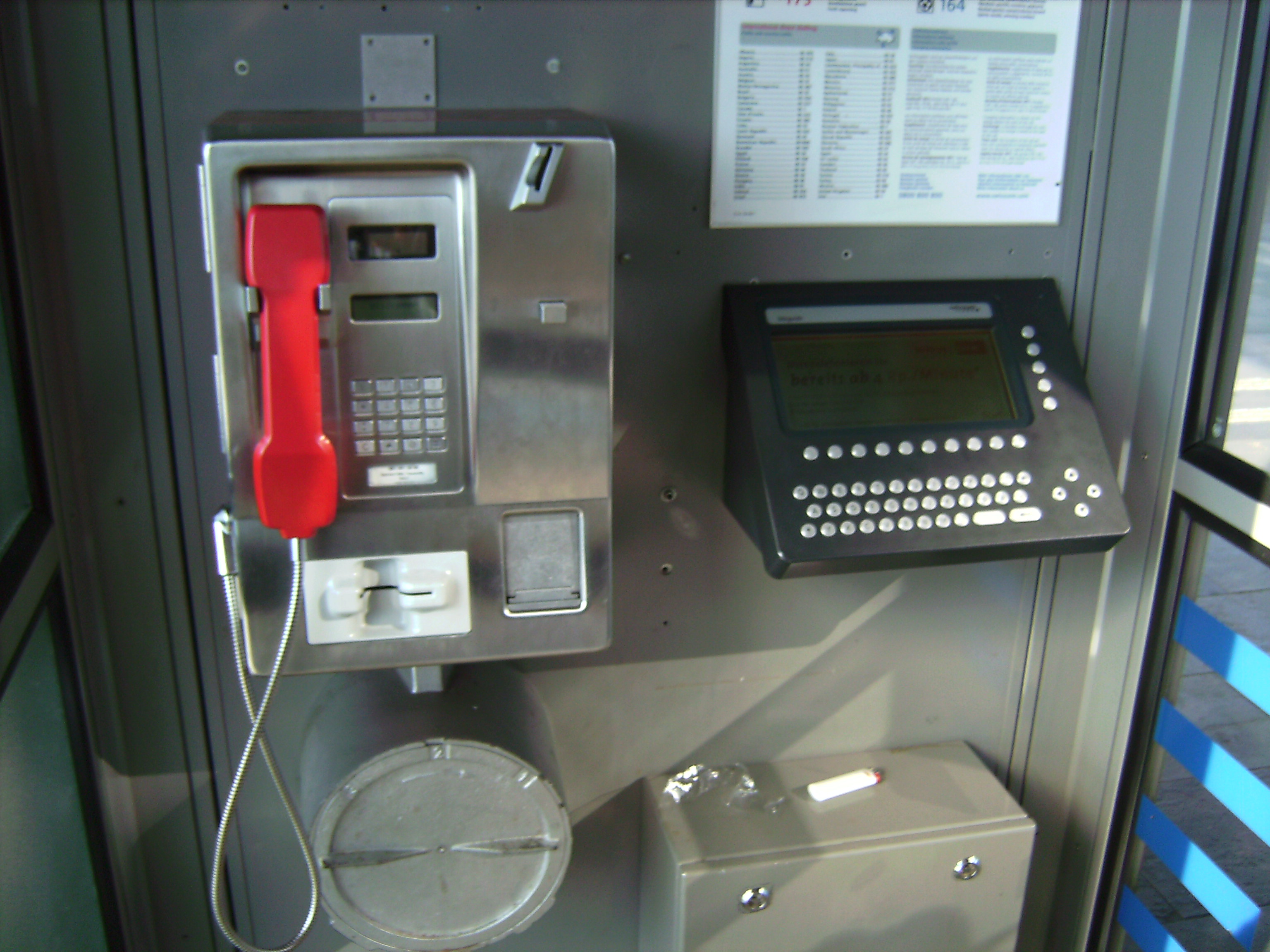
Телефонный аппарат и терминал для отправки электронных писем и SMS, Швейцария
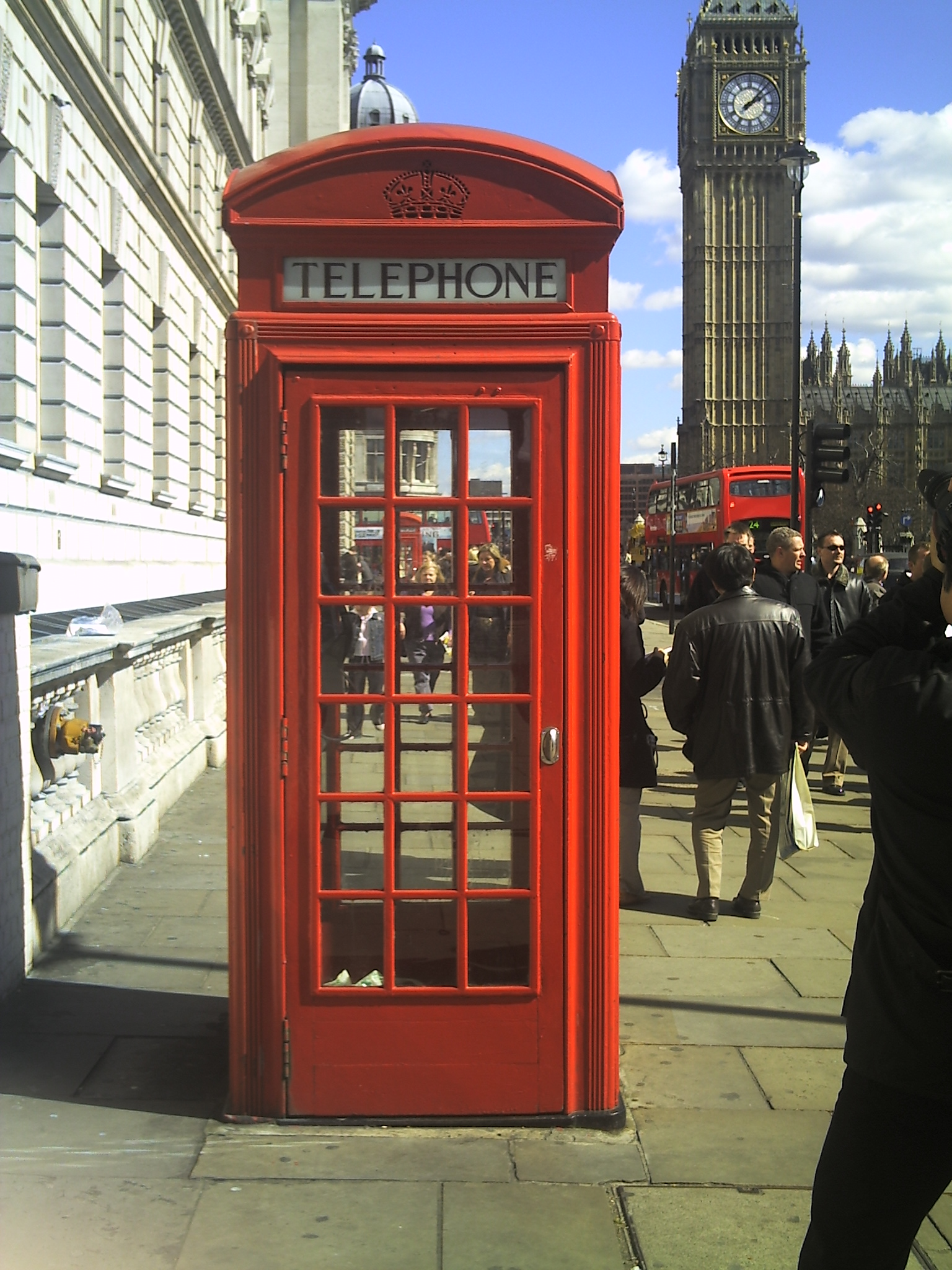
Красная телефонная будка в Лондоне
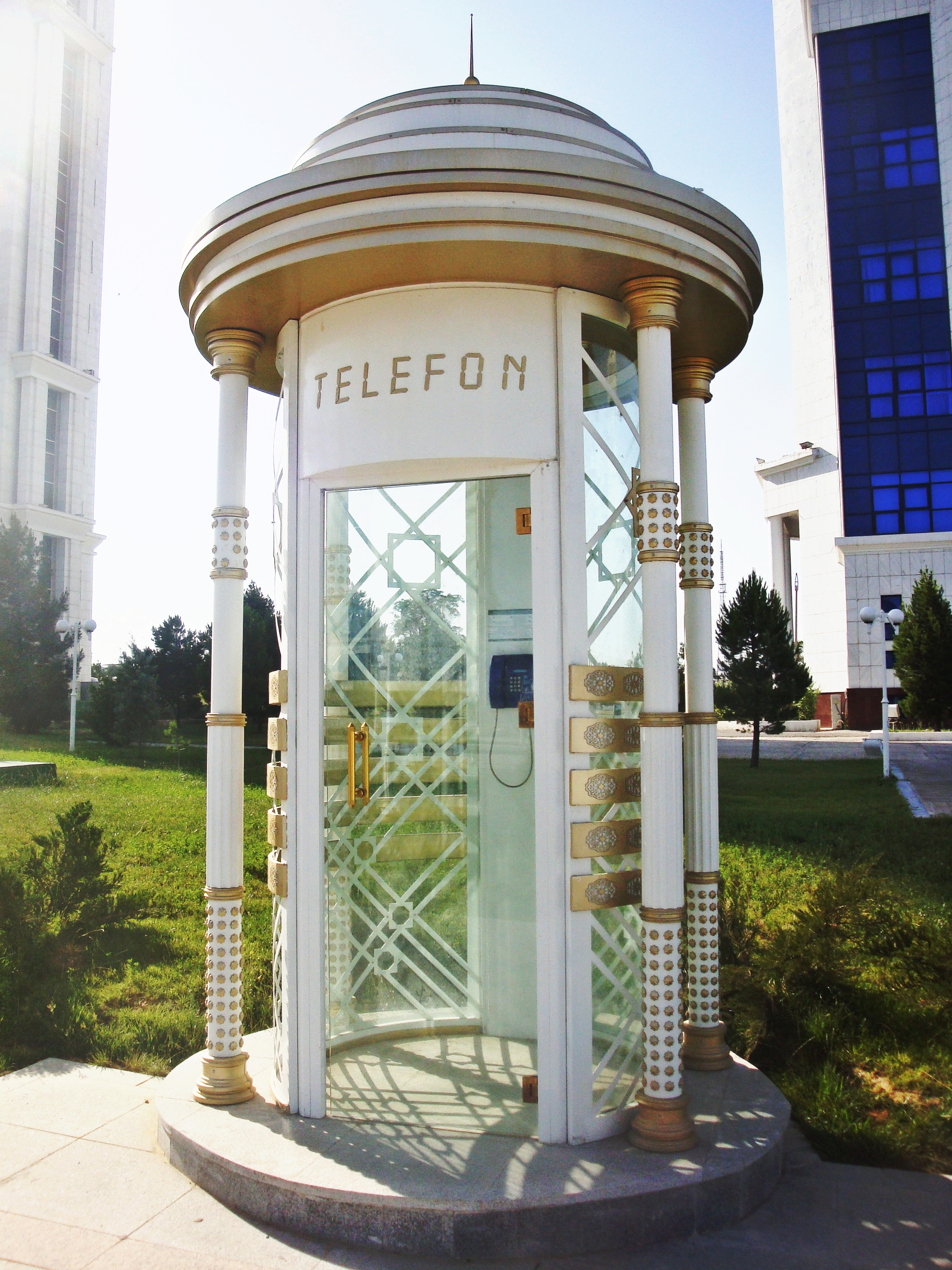
Современная телефонная будка в Ашхабаде
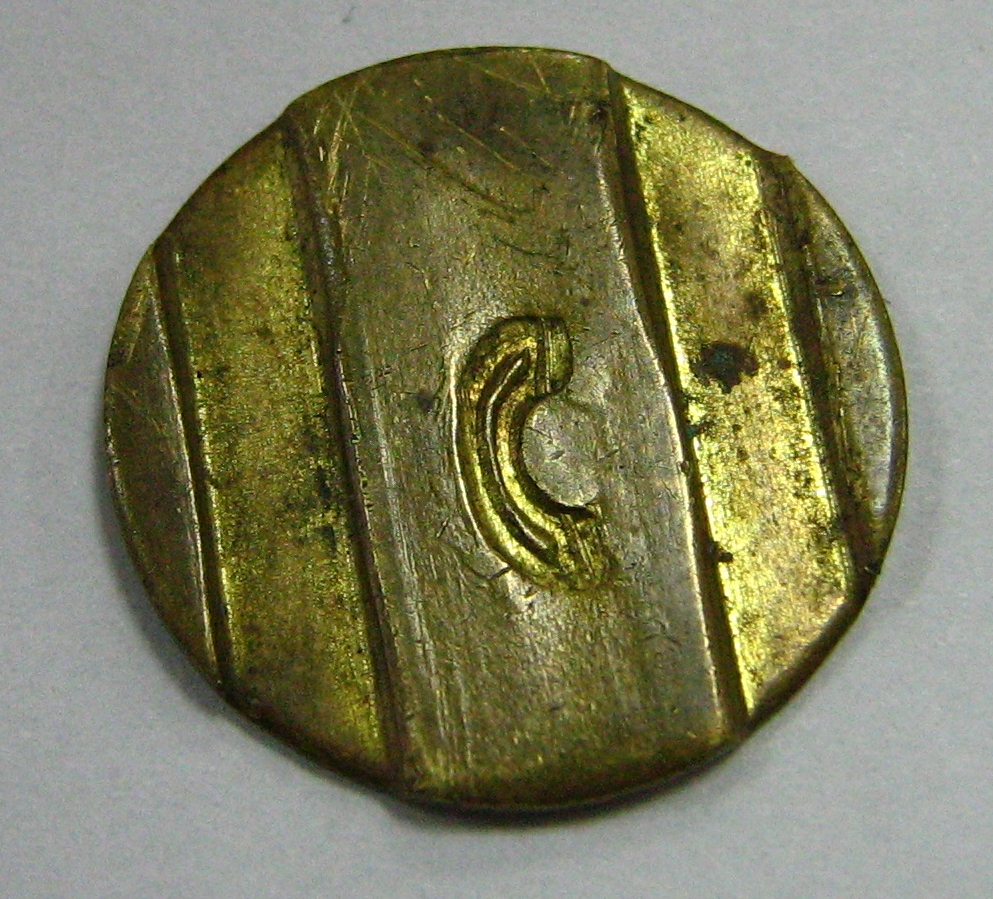
Таксофонный жетон, бывший в использовании в Казахстане